# Anoniem solliciteren
Anoniem solliciteren is solliciteren zonder opgave van persoonlijke gegevens zoals naam, leeftijd, burgerlijke staat en geslacht, om discriminatie tegen te gaan. Ook kan de pasfoto weggelaten worden in landen waar het gebruikelijk is deze bij de sollicitatiebrief te voegen.
In verschillende landen wordt het op kleine schaal gepraktiseerd. Soms wordt gevraagd of iedereen anoniem solliciteert, soms zijn het individuen die uit eigen beweging anoniem solliciteren.

## Argumenten voor
- Het blijkt dat in veel landen de kans om aangenomen te worden kleiner is wanneer een sollicitant behoort tot een minderheid, een handicap heeft, van iets gevorderde leeftijd of vrouw is.[1] Echter, het resultaat van een proef van de gemeente Arnhem die anoniem solliciteerde toepaste sprak dit tegen. Er werden minder personen met een niet-westerse achtergrond en lichamelijke handicap aangenomen dan voorheen.[2]
- Er zijn grootschalige studies gedaan in Duitsland, Nederland en Zweden die er op duiden dat er positieve effecten zijn. De kans om uitgenodigd te worden bij een tweede ronde en de kans op uiteindelijk aangenomen te worden gaat omhoog voor de meeste minderheidsgroepen. Bij vrouwen is het verschil met de controlegroep vaak het grootst.[3][4] In de gemeente Arnhem hield men een proef met anoniem solliciteren. Er bleken echter minder 'minderheden' en personen met een handicap uitgenodigd te worden.[2]
- Aangezien slechts naar relevante informatie gekeken wordt zou de kans groter zijn dat de beste kandidaat gekozen wordt.
- Bedrijven die huiverig voor discriminatiebeschuldigingen zijn ontvangen wellicht ook liever anonieme sollicitaties om iedere indruk van discriminatie te vermijden.

## Argumenten tegen
- In de tweede ronde van de sollicitatieprocedure zou alsnog gediscrimineerd (kunnen) worden.
- Werkgevers kunnen geen actief diversificatieprogramma uitvoeren door positief te discrimineren.
- Het is geen effectief middel tegen leeftijdsdiscriminatie, omdat uit de aangegeven ervaring een redelijk goede inschatting van de leeftijd gemaakt kan worden.
- In het geval dat iemand de enige anonieme sollicitant is, kan dit achterdocht wekken.
- Er kan geen achtergrondcheck worden uitgevoerd.[5]